# You Are The Only One
"Daješ mi krila" (verzija na engleskom jeziku "You are the only one" ) je pjesma s kojom je Ivan Mikulić predstavljao Hrvatsku na izboru za Pjesmu Eurovizije 2004. godine u Turskoj.
Zbog tek 15. mjesta Claudijine pjesme "Više nisam tvoja", Ivan Mikulić se prvo morao natjecati u polufinalu, gdje je 10 prvoplasiranih pjesama steklo pravo nastupa u finalu. Ivan je bio upravo 10. i time Hrvatsku predstavljao u finalu, gdje je u konačnici završio na 12. mjestu, što je bio plasman koji Hrvatsku vodi sljedeće godine opet u polufinale. Došlo je i do malog skandala nakon polufinalnog glasanja, jer se uvidjelo da su hrvatski glasači glasali i za svoju pjesmu i dodijelili joj 4 boda. Zbog pravodobne reakcije iz Hrvatske spriječena je diskvalifikacija, a naknadno oduzeta 4 boda nisu koštala Hrvatsku odlaska u finale.